# Ahellil
O ahellil é um género musical e poético emblemático do povo Zenete de Gurara, do sudoeste da Argélia, onde há uma centena de oásis povoados por mais de 50000 pessoas de origem berbere. Interpretado durante as cerimónias coletivas, o ahellil, que é específico da região de expressão berbere de Gourara, é interpretado regularmente em festividades religiosas e peregrinações, e em festejos profanos como casamentos e feiras locais. O ahellil está intimamente associado ao modo de vida dos Zenete e à sua agricultura de oásis, e simboliza a coesão da vida em comunidade num ambiente hostil, transmitindo os valores e a história dos Zenete numa linguagem que está em perigo de desaparecer.
Ao mesmo tempo poesia, canto polifónico, música e dança, este género é tocado por um bengri (flautista), um cantor e um coral. Pode envolver uma centena de cantores que, colocados ombro a ombro em círculo em redor do cantor, dar-lhe réplica, batendo palmas. Uma sessão de ahellil consiste numa série de canções que se seguem numa ordem decidida pelo músico ou cantor de acordo com um padrão inalterável. A primeira parte, o lemserreh, é aberta a todos e consiste em cantos curtos e conhecidos que duram até altas horas da noite. No segundo, chamado aougrout, apenas artistas treinados intervêm e continuam até ao amanhecer. O trabalho termina ao amanhecer e participam apenas os melhores intérpretes. Esta estrutura tripartida também se reflete na interpretação da música, que começa com um prelúdio fundamental, seguido por uma repetição de certos versos pelo coro e termina com um coro em murmúrio a crescer lentamente para produzir um conjunto poderoso e harmonioso.
Esta tradição musical está ameaçada de desaparecimento devido ao número cada vez menor de ocasiões para a interpretar. Esta diminuição é devida à escassez de festas tradicionais, que exigem muita preparação, ao êxodo de jovens para as cidades e para a multiplicação das gravações de ahellil que as pessoas preferem ouvir, em vez de participar em espetáculos ao vivo.
O ahelill de Gurara foi integrado pela UNESCO na lista representativa do Património Cultural Imaterial da Humanidade em 2008.